# 阿图尔诺盖拉
阿图尔诺盖拉是巴西圣保罗州的一个市镇。总面积177.752平方公里，总人口43344人，人口密度243.8人/平方公里。